# Gustav Adolf Haggenmacher
Gustav Adolf Haggenmacher (Lauffohr, hoy municipio de Brugg, 3 de mayo de 1845 -  Sultanato de Aussa, 19 de noviembre de 1875) fue un explorador, comerciante y espía suizo.

## Biografía
Fue hijo de Johann Jakob Haggenmacher, oficial suizo mercenario en los Países Bajos, y de Marie Anna Eichenberger. Estudió comercio en Basilea y emigró en 1865 a Egipto, donde trabajó como comerciante. Luego viajó hasta Jartum, la capital del Sudán egipcio, donde siguió trabajando como comerciante desde 1866 en adelante. 
En 1869 llegó al puerto de Suakin y luego al de Massawa, donde se instaló. En 1872, entró al servicio del explorador suizo Werner Munzinger, que era el gobernador en Massawa del jedive egipcio Ismail Pasha, y en 1874 fue nombrado su adjunto en la ciudad sudanesa de Kassala. Actuando como comisario del gobierno egipcio, viajó con catorce miembros de diversas tribus sudanesas y una colección de productos a Viena para participar en la Exposición Mundial de 1873. 
Por encargo del jedive egipcio, realizó un viaje al interior de Somalia. Oficialmente se dedicaba a la exploración geográfica, pero en realidad estaba recopilando información sobre las posibilidades de expansión de Egipto en la región, ya que Munzinger le había nombrado jefe de su servicio de inteligencia. 
Acompañó a Munzinger en su expedición al territorio abisinio, a través de la tierra de los Afar, para anexionar el sultanato de Aussa a Egipto. Murió, al igual que Munzinger, mientras las tropas egipcias huían, después de una batalla perdida contra los oromo. 